# Formátování textu
Formátování textu (popřípadě hypertextu) je postup, při kterém dojde k logickému rozčlenění textu, neboli k jeho zorganizování do logických celků. Formátování textů se provádí v celé řadě oborů, důležitý je ale druh díla, který má vzniknout (např. výpisky, webová stránka, román, báseň). Každý druh díla má pak svoje zažité specifikace formátování v tom či onom kulturním prostředí.

## Základní struktura
I zde závisí na druhu díla, které má vzniknout. Strukturalizace textu většinou daný typ díla uvozuje a zároveň dílo zpřehledňuje pro čtenáře či robota (například prohlížeč či čtečka pro slepce). Při strukturalizaci textu lze rozlišit několik základních objektů. Jejich vizuální podoba může být různá, funkčně jsou si však velmi blízké. Jedná se o:
- odstavce – člení text do základních tematických celků;
- nadpisy a podnadpisy – pojmenovávají odstavce a skupiny odstavců;
- výčty a seznamy – jedná se o heslovité položky řazené buď číselně, v bodech, nebo terminologicky.

Podstatou hypertextu jsou i odkazy, odkazující na jinou stránku (v případě tzv. hypertextových odkazů). Jinak zde odkazy plní stejnou funkci jako v běžném textu – odkazují na jiné části té samé stránky či dokumentu; odkazují na jiná textová či vizuální média.

## Tvorba a interpretace formátování
Způsoby tvorby formátu a interpretace jsou různé. Většinou jeden způsob tvorby odpovídá jednomu způsobu interpretace, tzn. pokud interpretujeme dílo, které nebylo pro ten či onen způsob zformátováno, je interpretace odlišná od standardu a často může být dokument i nečitelný (např. okno vašeho prohlížeče nezobrazí správně poznámky, které jste si udělali na hodině českého jazyka; dokument zformátovaný pro web se dobře nezobrazí v textovém editoru řady Microsoft Office).